# Grand Grimpar
Xiphocolaptes major
Espèce
Statut de conservation UICN

 LC  : Préoccupation mineure
Le Grand Grimpar (Xiphocolaptes major) est une espèce d'oiseaux de la famille des Furnariidae, dont le protonyme était Dendrocopus major.

## Répartition
Les quatre (4) sous-espèces
- Xiphocolaptes major remoratus  Pinto, 1945,
- X. m. castaneus  Ridgway, 1890,
- X. m. estebani  Cardoso da Silva, Novaes & Oren, 1991
- X. m. major  (Vieillot, 1818)

de cet oiseau vivent dans le Gran Chaco et régions avoisinantes (Argentine, Bolivie, Brésil et Paraguay).